# Ersan Rovčanin
Ersan Rovčanin (Kirin Serbia: Ерсан Ровчанин; sinh ngày 24 tháng 3 năm 1993) là một tiền vệ bóng đá Serbia thi đấu cho Metalac Gornji Milanovac.

## Sự nghiệp câu lạc bộ
Sinh ra ở Prijepolje, Rovčanin trải qua thời kì thi đấu giải trẻ ở Partizan. Sau sự nghiệp trẻ, Rovčanin gia nhập HNK Čapljina, thi đấu từ 2012 đến 2013. Sau đó anh thi đấu cùng với NK Iskra Bugojno năm 2014, và NK Jedinstvo Bihać từ 2014 đến 2015. Mùa giải 2015–16, Rovčanin gia nhập Metalleghe-BSI. Vào mùa hè 2016, anh ký hợp đồng 3 năm cùng với đội bóng Serbian SuperLiga Metalac Gornji Milanovac.